# Avion de hârtie

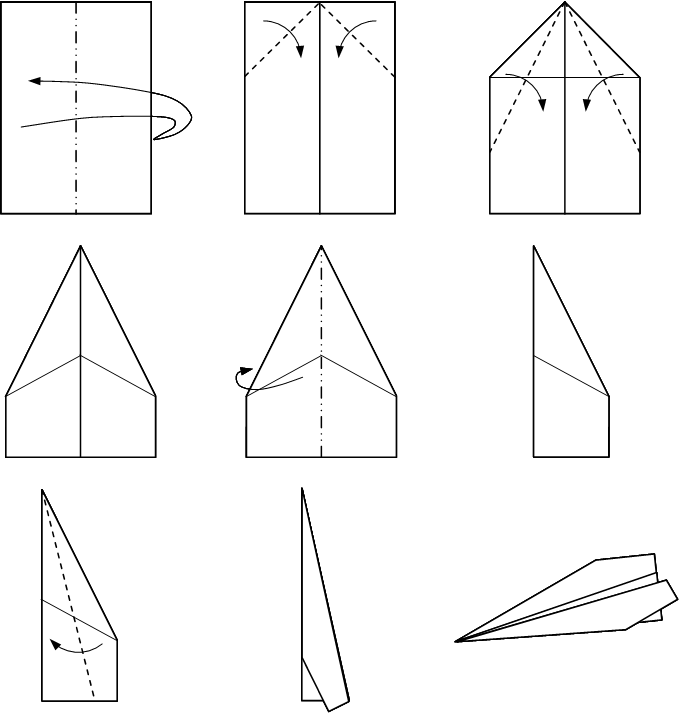
Tehnica plierii hârtiei pentru realizarea avionului

Avionul de hârtie este o aeronavă de jucărie, de obicei un planor realizat dintr-o singură foaie de hârtie sau carton.